# Toulouse School of Economics
Toulouse School of Economics (TSE) je evropská obchodní škola s kampusy (pobočkami) v Toulouse. Škola byla založena v roce 2006 a je jednou z nejznámějších ekonomických škol na světě.
Její ředitel Jean Tirole je nositelem Ceny Švédské národní banky za rozvoj ekonomické vědy 2014. Po úspěšném studiu lze zde získat tituly Bachelor of Science, Master nebo Ph.D.